# Cahora Bassa-víztározó
A Cahora Bassa-víztározó (névváltozata: Cabora Bassa-víztározó) egy mesterséges tó Kelet-Afrikában, a Zambézi folyó mentén, Mozambik területén.
A Cahora Bassa-víztározó felszíni területe körülbelül 2800 km2, amivel Afrika negyedik legnagyobb területtel rendelkező mesterséges tava. Víztérfogata 55,9 km3. A víztározó hosszúsága 292 kilométer, míg szélessége mindössze 38 kilométer.
A mesterséges víztározóhoz egy erőmű is tartozik, melynek teljesítménye 1977-ben történt üzembe helyezésekor 2000 megawatt (MW) volt, végleges kiépítésekor azonban ugyanez az érték a 3600 megawattot is elérheti. Átlagos mélysége 20,9 méter, azonban a maximális magassága akár a 157 métert is elérheti.